# Hayao Miyazaki
Hayao Miyazaki (japonès: 宮崎駿)  (Bunkyō, 5 de gener de 1941) és un destacat director, productor, animador, guionista, director i il·lustrador d'anime japonès. Cofundador de l'estudi Ghibli, juntament amb Isao Takahata, és considerat un dels grans mestres de l'animació japonesa a nivell internacional.
Nascut a la ciutat de Bunkyö, Miyazaki va començar la seva carrera professional al 1963 quan va entrar a treballar a l'estudi d'animació Toei Animation. El seu primer llargmetratge és El castell de Cagliostro (1979) i arran de l'èxit del seu segon film, Nausicaä de la Vall del Vent (1984), el director japonès va cofundar, conjuntament amb altres companys, Studio Ghibli; estudi d'animació que li va permetre realitzar multitud de projectes. Ell era el cap més visible de l'estudi i un dels responsables que l'ambient de treball fos l'adequat. A més a més, va impulsar la creació d'un museu dedicat íntegrament a Ghibli, als seus treballs, a la forma de treballar i a la seva història que es va obrir al 30 de juny del 2001. Aquest museu està situat al poble de Mitaka, a la vora de Tòquio (20 minuts aprox.) i l'edifici tant exteriorment com interiorment està completament pensat i dirigit pel mateix Miyazaki.

Entre els seus films destaquen El meu veí Totoro (1988), Porco Rosso (1992), La princesa Mononoke (1997), El viatge de Chihiro (2001), El Castell Ambulant (2004) o El vent s'aixeca (2013). Normalment, Miyazaki tracta la relació entre la humanitat i la naturalesa, la tecnologia o la dificultat per mantenir un món pacifista. Els seus protagonistes solen ser nenes o dones joves fortes i independents.
El 2013, en el marc del 70è Festival Internacional d'Art Cinematogràfic de Venècia, anunciava la seva retirada com a director. El novembre del 2014, l'Acadèmia d'Arts i Ciències de Hollywood li va retre homenatge atorgant-li l'Oscar Honorífic per la seva trajectòria i contribució en el cinema i l'animació. Se li va fer entrega del premi a la gala dels Oscar el gener de 2015.

## Biografia

### Infantesa i joventut
Miyazaki va néixer al petit poble d'Akebono-cho a Bunkyō (Tòquio), sent el segon dels quatre fills del director d'Avions Miyazaki (宮崎航空機製作所, Miyazaki Koukuu Seisakusho), Katsuji Miyazaki. Durant la guerra, la família Miyazaki va ser evacuada a Utsonomiya i, posteriorment, a Kanuma. Gràcies a la feina del pare i el seu oncle a la indústria armamentística, la família va poder viure en comoditat. No obstant això, la guerra va marcar profundament el futur treball del director japonès.
El 1947, Miyazaki va iniciar els seus estudis a l'Escola Primària Utsunomiya, però es va graduar a l'escola Eifuku. Va cursar la secundària a l'Institut Omiya. En aquesta època, la seva mare, Yoshiko Miyazaki, va emmalaltir de tuberculosi espinal. Els primers anys va estar hospitalitzada i no es podia aixecar del llit (1947 – 1955) però posteriorment una infermera l'atenia a casa seva. Finalment, la dona va morir al juliol del 1980.
Des de ben petit, Miyazaki ja llegia històries il·lustrades en revistes fet que el portà a desitjar ser autor de manga en un futur. Tetsuji Fukushima, Soji Yamakawa o Osamu Tezuka van ser alguns dels seus referents. Malauradament, molts dels treballs del jove Miyazaki van ser destruïts al considerar-se una còpia de Tezuka.
Un cop graduat a Omiya, Miyazaki entrà a estudiar a l'Institut Toyotama. Va ser en el 3r any d'estudi quan Miyazaki va començar a interessar-se per l'animació després de visualitzar el primer llargmetratge d'anime en color La Serp Blanca (Hakujaden), dirigit per Taiji Yabushita. El que realment el va captivar i influir d'aquest anime va ser l'heroïna Bai-Niang.
L'interessava el món de l'anime i el manga. És per això que va començar a dibuixar figures humanes. Finalment, va estudiar a la Universitat de Gakushuin formant part del “Club d'Investigació de Literatura Infantil”. Es va graduar en Ciències Polítiques i Econòmiques al 1963 a Gakushuin.

### Carrera professional
L'abril de 1963, Miyazaki va entrar a l'empresa d'animació Toei Animation treballant en projectes com poden ser l'anime teatral Watchdog Bow Wow (1963) o la sèrie de televisió Wolf Boy Ken (1963). En un principi la seva tasca era el d'intercalador, és a dir, aquella persona que s'encarrega de realitzar els girs i decidir les posicions dels dibuixos que posteriorment s'animaran. El seu primer reconeixement va ser en la producció Gulliver viatja a l'espai del 1965, ja que el final del film no el va convèncer i en va proposar un de nou als seus superiors que acabaria esdevenint el final de la pel·lícula original.
El 1968, la seva figura va jugar un rol important com a cap d'animació, artista conceptual i dissenyador d'escenes en el film El príncep valent (1968). Durant el procés d'aquest projecte, va tenir l'oportunitat de compartir les seves idees i impressions amb qui seria el seu mentor, Yasuo Ötsuka. El director del film era Isao Takahata, director amb qui continuaria col·laborant al llarg de la seva carrera. En El gat amb botes (1969) també va tenir un paper important en el disseny, storyboards i idees de la història, com per exemple la mítica persecució. A més, va il·lustrar el manga per a la producció d'aquest film. També va proposar escenes per al guió de El vaixell fantasma i va ser una peça clau en l'adaptació de Animal Treasure Island, de Hiroshi Ikeda, així com a Ali Baba i els 40 lladres, de Hiroshi Shidara.
Les desavinences amb Toei Dōga, van provocar que Miyazaki, Takahata i Yasuo Ötsuka deixessin l'estudi Toei l'agost del 1971 i entressin a formar part de l'empresa A Pro, on Miyazaki co-dirigiria 14 episodis de la sèrie Lupin II conjuntament amb Isao Takahata. Miyazaki i Takahata començarien a pre-produir la sèrie de Pippi Långstrump però finalment es va cancel·lar, ja que no se’ls van concedir els drets. Entre 1972 i 1973 Miyazaki va crear, escriure, dissenyar i animar dos curts de Panda Go! Panda!, dirigits per Takahata.
Després de mudar-se a Zuiyo Eizo, al 1974, treballaria com a animador a World Masterpiece Theater on realitzaria juntament amb el seu company Takahata la primera part de la sèrie televisiva d'animació Heidi. La companyia canviaria el nom a Nippon Animation al 1975 i Miyazaki dirigiria la sèrie Conan, el nen del futur (1978). Miyazaki tornaria a canviar d'aires al 1979 per anar a TMS Entertainment. Allà dirigiria el seu primer film d'animació, El castell de Cagliostro (1979), i visitaria els estudis de Disney on coneixeria a John Lasseter.
A principis dels vuitanta semblava que la carrera de Miyazaki s'havia estancat, ja que durant aquest període només va dirigir 6 episodis de la sèrie televisiva Sherlock Holmes. Va ser gràcies al manga que va dibuixar Nausicaä de la Vall del Vent per encàrrec de la revista Animage quan el seu editor, Toshio Suzuki, va veure el potencial de l'animador i va aconseguir el finançament necessari per convertir-lo en pel·lícula. És en aquest film quan Miyazaki comença a tractar la relació entre humans i natura, el pacifisme o el feminisme, temes recurrents en la seva carrera professional. L'èxit del anime va permetre a Miyazaki, Takahata i Suzuki fundar el seu propi estudi d'animació Studi Ghibli al 1985.
Studi Ghibli serà un estudi d'èxits on Miyazaki desenvoluparia la resta de la seva obra audiovisual. El primer film que produirien seria El castell al cel (1986). Kiki, l'aprenent de bruixa (1989) seria el primer èxit de la companyia i, després, vindrien d'altres com La princesa Mononoke (1997) i El viatge de Chihiro (2001). Al 2013, Miyazaki anunciava que no tornaria a dirigir cap més curtmetratge, fent oficial la seva retirada. A finals de 2023 tornà als cinemes amb l'estrena de la pel·lícula El noi i l'ocell. La producció de la pel·lícula va durar aproximadament 7 anys, i suposa la culminació de l'obra de Miyazaki, assolint el segon Oscar de la seva trajectòria amb el Permi a Millor Llargmetratge d'Animació de l'any 2023 otorgat per l'Acadèmia Americana.

## Obra
La major part de la seva obra està enfocada als nens encara que moltes vegades va més enllà i també es dirigeix al món dels adults. Treballa missatges antibel·licistes i aborda temes complexos com són l'ésser humà i la naturalesa, el progrés o l'individualisme i la responsabilitat, entre d'altres. Protagonistes femenins, absència de malvats i ús recurrent d'avions també són un dels segells personals del director japonès. És per aquesta raó que la seva obra ha sigut reconeguda per experts i cineastes, arribant a un gran ventall d'espectadors.
Nausicaä de la Vall del Vent va ser considerada la primera pel·lícula dels estudis Ghibli, convertint-se en el primer gran èxit al Japó. Posteriorment, van arribar films com El meu Veí Totoro, Kiki, l'Aprenent de bruixa o Porco Rosso. Però, el film que realment va tenir un reconeixement internacional important va ser La princesa Mononoke.
La seva obra mestra és El viatge de Chihiro, film que va guanyar l'Ós d'Or a la Berlinale al 2002, l'Òscar al millor film animat aquest mateix any i el reconeixement a la seva trajectòria al Festival Internacional de Cinema de Venècia.
El Castell Ambulant també va estar nominat als Òscars 2005 en la categoria de Millor Pel·lícula Animada i La Ponyo al penya-segat va rebre molt bones critiques.
La seva obra culminant és El noi i l'ocell, estrenada a l'avançada edat de 83 anys, Hayao Miyazaki assoleix el segon Òscar al millor film animat amb aquesta darrera producció.
Miyazaki se l'ha comparat amb l'estudi d'animació estatunidenc Walt Disney o amb directors com Steven Spielberg o Orson Welles. En un film com Toy Story 3 es pot veure l'emblemàtic protagonista del film El Meu Veí Totoro. A més, la versió anglesa d'alguns dels seus últims treballs, com per exemple Ponyo, han estat produïts per John Lasseter.

### Filmografia
| Any  | Títol                           | Director | Productor | Productor executiu | Guionista | Notes             |
| ---- | ------------------------------- | -------- | --------- | ------------------ | --------- | ----------------- |
| 1979 | El castell de Cagliostro        | Sí       |           |                    | Sí        |                   |
| 1984 | Nausicaä de la Vall del Vent    | Sí       |           |                    | Sí        |                   |
| 1986 | El castell al cel               | Sí       |           |                    | Sí        |                   |
| 1988 | El meu veí Totoro               | Sí       |           |                    | Sí        |                   |
| 1989 | Kiki, l'aprenent de bruixa      | Sí       | Sí        |                    | Sí        |                   |
| 1991 | Records de l'ahir               |          |           | Sí                 |           |                   |
| 1992 | Porco Rosso                     | Sí       |           |                    | Sí        |                   |
| 1994 | Pompoko                         |          |           | Sí                 |           |                   |
| 1995 | Murmuris del cor                |          | Sí        |                    | Sí        |                   |
| 1995 | On Your Mark                    | Sí       |           |                    |           | Vídeo musical*.   |
| 1997 | La princesa Mononoke            | Sí       |           |                    | Sí        |                   |
| 2001 | El viatge de Chihiro            | Sí       |           |                    | Sí        |                   |
| 2001 | Kujiratori                      | Sí       |           |                    | Sí        | Curtmetratge      |
| 2002 | Koro no Daisanpo                | Sí       |           |                    | Sí        | Curtmetratge      |
| 2002 | Mei to Konekobasu               | Sí       |           |                    | Sí        | Curtmetratge      |
| 2002 | Kūsō no Sora Tobu Kikaitachi    | Sí       |           |                    | Sí        | Curtmetratge      |
| 2002 | La Haru al regne dels gats      |          | Sí        |                    |           |                   |
| 2004 | El castell ambulant             | Sí       |           |                    | Sí        |                   |
| 2006 | Mizugumo Monmon                 | Sí       | Sí        |                    | Sí        | Curtmetratge      |
| 2006 | Yadosagashi                     | Sí       | Sí        |                    | Sí        | Curtmetratge      |
| 2006 | Hoshi o Katta Hi                | Sí       |           |                    | Sí        | Curtmetratge      |
| 2008 | La Ponyo al penya-segat         | Sí       |           |                    | Sí        |                   |
| 2010 | Pandane to tamago hime          | Sí       |           |                    | Sí        | Curtmetratge      |
| 2010 | Arrietty i el món dels remenuts |          | Sí        |                    | Sí        |                   |
| 2011 | El turó de les roselles         |          | Sí        |                    | Sí        |                   |
| 2013 | El vent s'aixeca                | Sí       |           |                    | Sí        |                   |
| 2013 | Yume to kyōki no ōkoku          |          |           |                    |           | Documental. Actor |
| 2018 | Kemushi no Boro                 | Sí       |           |                    |           | Curtmetratge      |
| 2023 | El noi i l'ocell                | Sí       |           |                    | Sí        |                   |

- On Your Mark. Aquest és l'únic treball per encàrrec que ha acceptat l'estudi Ghibli en tota la seva història (des del 1984), i fou per al grup de música Chage and Aska. El motiu podrien ser els 100 milions de iens i la llibertat absoluta per fer el vídeo que els van oferir. El resultat és una història en 5 minuts musicals.

### Algunes pel·lícules fetes per l'estudi Toei Douga
No es troben editades en català encara.
- Garibaa no Uchuu Ryokou (Gulliver viatja a l'espai) - 1965 - Animador.
- Taiyo No Ouji Horus No Daibouken (El príncep valent)- 1968 - Animador.
- Sora Tobu Yuureisen (El vaixell fantasma) - 1969 - Animador principal.
- Nagagutsu wo Haita Neko (El gat amb botes) - 1969 - Animador principal.
- Aribaba to 40-ppiki no Taizoku (Ali Babà i els quaranta lladres)- 1971 - Animador.

### Algunes pel·lícules fetes per l'estudi Ghibli[17]
- Kaze No Tani No Nausicaä (Nausicaä de la Vall del Vent) - 1984 - Director, guionista.
- Tenshi No Shiro Laputa (El castell al cel) - 1986 - Director, guionista.
- Tonari No Totoro (El meu veí Totoro) - 1988 - Director, guionista.
- Hotaru No Haka (La tomba de les lluernes) - 1988
- Majo No Takkyuubin (Kiki, l'aprenent de bruixa) - 1989 - Director, guionista, productor.
- Omohide Poro Poro (Records de l'ahir) - 1991 - Productor.
- Kurenai No Butta (Porco Rosso) 1992 - Director.
- Umi Ga Kikoeru (Puc sentir el mar) - 1993
- Heisei Tanuki Gassen Pompoko (Pompoko) - 1994
- Mimi Wo Sumaseba (Murmuris del cor) - 1995 - Director (d'una petita part)
- Mononoke Hime (La princesa Mononoke) - 1997 - Director, productor.
- Sen to Chihiro no kamikakushi (El viatge de Chihiro) - 2001 - Director, productor, guionista.
- Hauru no ugoku shiro (El castell ambulant) - 2004 - Director, guionista.
- Gake no ue no Ponyo (La Ponyo al penya-segat) - 2008 - Director, guionista.
- Kaze Tachinu (El vent s'aixeca) - 2013 - Director, guionista.
- Kimitachi wa Do Ikiru ka (El noi i l'ocell) - 2023 - Director, guionista.

### Sèries de televisió en què està present d'una forma o altra
- Els Moomin (楽しいムーミン一家, Tanoshii Mūmin Ikka), 1969
- El secret d'Akko (ひみつのアッコちゃん, Himitsu no Akko-chan), 1969
- Alps No Shojo Haiji (Heidi) - 1974
- Flandes No Inu (El gos de Flandes) - 1975
- Haha O Tazunete Sanzenri (Marco) - 1976
- Rascal, l'os rentador (あらいぐまラスカル, Araiguma Rascal), 1977
- Mirai Shonen Conan (Conan, el nen del futur) - 1978
- Akage No Anne (Ana de les Teules Verdes) - 1979
- Meitantei Holmes (Sherlock Holmes) - 1984
- Ai No Wakasuka Monogatari (Donetes) - 1987
- Lupin III (Lupin) - 1971/1977/1985

N'hi ha moltes més on ha col·laborat de forma menys intensa o gairebé escadussera com poden ser les sèries Tom Sawyer No Boken (Les aventures de Tom Sawyer), Ai Shojo Polyanna Monogatari (La història de l'adorable Polyanna), etc.